# Laura van Kaam
Laura van Kaam (født 17. juli 1998 i Winterswijk) er en nederlandsk sangerinde, der blev berømt som vinder af The Voice Kids i 2013.

## Forestillinger
I en ung alder begyndte Laura at synge i koret Podium Dinxperlo. Da hun var 12 år deltog hun i et regionalt talentshow som hun vandt.
Derefter vandt hun som 14-årig The Voice Kids i 2013. Sammen år tog Van Kaam på et teater tour gennem Nederlandene, sammen med andre deltagere fra The Voice Kids. Van Kaam deltog også i et modeshow i Disneyland Paris. I Abbey Road Studios i London, og indsang en musicalsang  som blev brugt i sidste Dream Show i Disneyland Paris.
Hun optræder sammen med sin band på forskellige festivaler.

### For kongehuset
Laura fik lov til at synge for kong Willem-Alexander og dronning Máxima på Museumplein. Hun optrådte sammen med Fabiënne Bergmans (vinder 1. sæson) under 'Koningsvaart' på Koninginnedag 2013. På grund af hendes frivilligt arbejde for War Child fik Laura van Kaam i september 2013 igen lov til at synge for kongeparret i de Ridderzaal, på grund af hundredårsdagen for Vredespaleis (Fredspaladset).

## The Voice Kids
Som 14-årig deltog Laura van Kaam i anden sæson af The Voice Kids. Ved hendes audition sang hun I Will Always Love You i Dolly Partons version. Alle coaches vendte om hvorefter hun valgte Marco Borsato som sin coach. Efter at komme igennem The Battles og Sing-offs kom van Kaam i finalen. Deri besejrede hun i første runde, hendes holdkammerat Jesse Pardon. I anden runde skulle hun synge mod mod Jurre Otto af team Angela Groothuizen og Irene Dings fra team Nick & Simon. Efter den sidste runde af afstemningen vandt Laura van Kaam anden sæson af The Voice Kids, hvormed hun opfælger Fabiënne Bergmans.

## War Child
Af Kaam er da 2014 'børne ambassadør for War Child Nederlandene. For denne organisation blev i 2015 skrevet sangen Running with the Clouds.

## Privat
Van Kaam er en studerende på Almende College i Silvolde, hvor hun beståede sin sekundære grad, og følger nu VWO. Hun bor i Dinxperlo med sine forældre.

## Diskografi

### Singler
| Single med noteringer i Nederlandse Top 40 | Dato udgavet | Datoen entre | Højeste position | Antal uger | Noter                   |
| ------------------------------------------ | ------------ | ------------ | ---------------- | ---------- | ----------------------- |
| I will always love you                     | 28-12-2012   | -            |                  |            | Nr. 14 i Single Top 100 |
| The Edge of Glory                          | 15-02-2013   | 23-02-2013   | tip5             | -          | Nr. 13 i Single Top 100 |
| I gotta have you                           | 11-10-2013   | -            |                  |            | Nr. 66 i Single Top 100 |
| Be like you                                | 28-02-2014   | -            |                  |            | Nr. 49 i Single Top 100 |
| It's gonna be a merry Christmas            | 01-11-2014   | -            |                  |            |                         |
| Running with the clouds                    | 20-03-2015   | -            |                  |            | Nr. 81 i Single Top 100 |